# Tecnocrate (personaggio)
Il Tecnocrate è un supereroe dell'Universo DC. La sua prima comparsa è stata nell'albo Outsiders Alpha vol. 2 n. 1 (novembre 1993), scritto da Mike W. Barr ed illustrata da Paul Pelletier. Tecnocrate è stato un membro del gruppo degli Outsiders.

## Personaggio

### Markovia
Un inventore ed un magnate del business, Geoffrey Barron giunge in Markovia per vendere la sua armatura, la Technocrat 2000, l'ultimo articolo per la difesa personale (nel 1993). Barron è accompagnato dalla sua guardia del corpo Charlie Wylde.
Durante la loro permanenza in Markovia, gli Outsiders sono accusati dell'omicidio della Regina Ilona. Barron e Wylde sono costretti a fuggire nei boschi insieme agli Outsiders. Mentre sono nei boschi, Barron e Wylde incontrano lo stregone Sebastian Faust e il suo orso domestico. L'orso ferisce mortalmente Wylde; al fine di salvargli la vita, Faust fonde il moribondo e l'orso in un unico corpo, un orso mannaro. Gli Outsiders, invece, devono combattere contro il Principe Roderick e la sua truppa di vampiri.
Geoffrey Barron rimane ferito per aver indossato l'armatura Technocrat 2000 per difendersi. Barron e il nuovo Wylde si uniscono agli Outsiders nel tentativo di rifarsi una reputazione. Geoffrey offre alla squadra la sua casa in Svizzera come riparo temporaneo. Senza che Geoffrey lo sappia, la sua ex moglie Marissa paga il sicario conosciuto come Sanction per ucciderlo. Si scopre che Barron e Wylde conoscevano Sanction sotto il nome di Ryer, un membro della CIA. Quando Barron lo viene a sapere, Ryer è punito dalla CIA per la palese pubblicità dedita allo spaccio di droga. Lo stesso Ryer crede che Barron lo abbia abbandonato in Angola. La prima sconfitta di Ryer giunge quando Katana distrugge il suo sistema con la sua spada in Outsiders vol. 2 n. 2 (dicembre 1993).

### Gotham
Gli Outsiders riescono a malapena a tornare a Gotham City prima di essersi rifatti una reputazione. Poco dopo il loro ritorno a casa, Sanction assassina sia Marissa Barron che Halo. Il trauma della propria morte costringe l'Aura all'interno di Halo ad entrare nel corpo di Marissa. Dopo ciò, Geoffrey trova difficile separare i sentimenti che provava per Marissa dal corpo fisico di Halo. Barron comincia ad innamorarsi dell'Aura di Halo, ma questa ha in mente il loro compagno di squadra, Faust.
Quando gli Outsiders si dividono in due gruppi per qualche tempo, il Tecnocrate si unisce alla squadra di Geo-Force e Katana così da prendere le distanze da Halo. Ad un certo punto, il principe Brion (Geo-Force) tenta, senza riuscirci, di organizzare in incontro tra Barron e Katana. Le due metà della squadra infine si riuniscono e il Tecnocrate rimane con loro fino alla fine delle loro avventure. Il Tecnocrate perde Wylde nel piano di Felix Faust. Wylde, sopraffatto dai suoi sentimenti verso Looker, finisce per tradire la squadra a Felix Faust, divenendo un orso quasi senza coscienza rinchiuso in uno zoo. Prima dell'era moderna, il Tecnocrate è stato visto al matrimonio di Geo-Force.

### Crisi Infinita
Il Tecnocrate è uno dei tanti eroi a rispondere alla chiamata per la difesa di Metropolis dall'assembramento di vari super criminali intenti a distruggerla. Si vede il Tecnocrate aggirarsi in un singolo pannello dietro Looker, proprio un istante prima che Breach esploda. La sua condizione attuale è sconosciuta.